# 덕 (수형도위)
덕(德, ? ~ ?)은 전한 중기의 관료이다.

## 생애
원봉 4년(기원전 107년) 당시 수형도위였는데, 다른 관직으로 옮겨졌다. 주수창(周壽昌)은 소부 덕과 동일인물로, 덕이 수형도위에서 소부로 전임된 것이라고 주장하였다.

## 출전
- 반고, 《한서》 권19하 백관공경표(百官公卿表) 下

| 전임 염봉 | 전한의 수형도위 ? ~ 기원전 107년 | 후임 수 |